# Hawker Demon
L'Hawker Demon (Demone in italiano) è un caccia biplano biposto britannico sviluppato nella prima metà degli anni trenta del XX secolo a partire dal bombardiere leggero Hawker Hart ed entrato in servizio nella Royal Air Force e nella Royal Australian Air Force.

## Storia del progetto

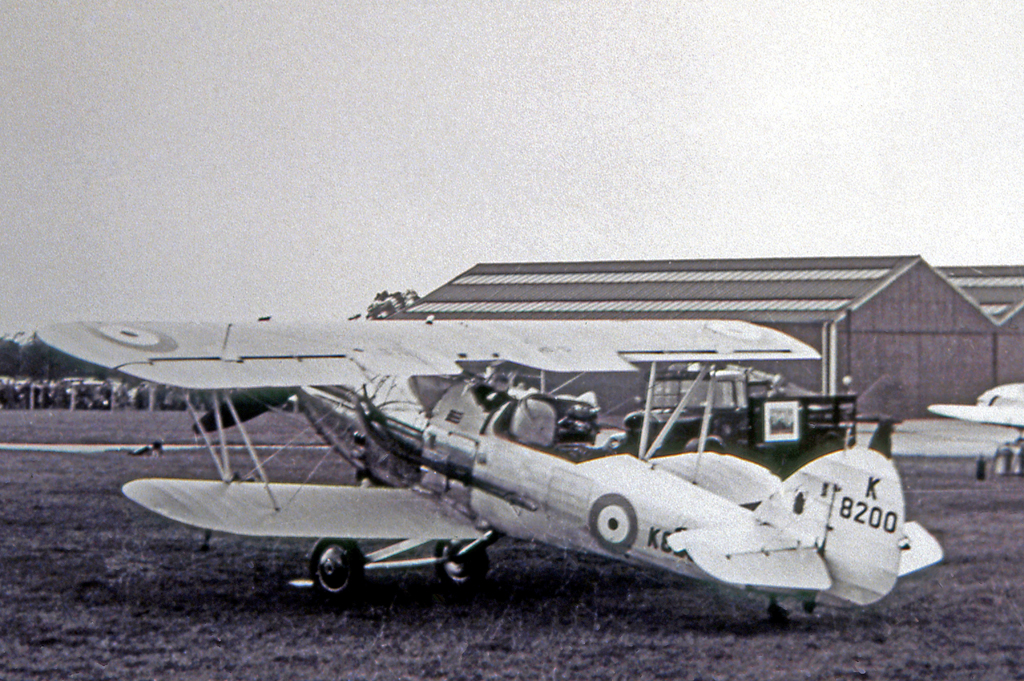
Un caccia Demon Mk.I di costruzione Boulton Paul in forza al No.64 Squadron fotografato nel 1938.

A partire dal bombardiere leggero biposto Hawker Hart il capo progettista della ditta, ingegnere Sydney Camm, sviluppò un aereo da caccia biposto, armato con due mitragliatrici Vickers mod.303 in calibro 7,7 mm fisse nel muso e una Lewis dello stesso calibro brandeggiabile posteriormente.
Secondo la Specifica S 15/30 emessa dal Ministero dell'aviazione, il nuovo modello, designato Hart Two Seat Fighter, doveva essere in grado di intercettare il bombardiere Hart, considerato velocissimo per l'epoca, in quanto durante le esercitazioni di difesa aerea tenute all'epoca dalla RAF i caccia Siskin e Bulldog, allora in servizio, non si dimostrarono adatti allo scopo.
I primi due prototipi (matricola J 9933 e J 9937) vennero costruiti modificando direttamente due esemplari di Hart sulle linee di produzione, equipaggiandoli con un propulsore Rolls Royce Kestrel IIS da 560 hp. Il primo di essi andò in volo per la prima volta il 10 febbraio 1931; il nuovo caccia fu denominato ufficialmente Demon nel luglio 1932, e venne ordinato complessivamente in 305 esemplari, ripartiti tra la Royal Air Force (232 esemplari) e la Royal Australian Air Force (64 esemplari). La produzione terminò nel dicembre 1937.

## Descrizione tecnica

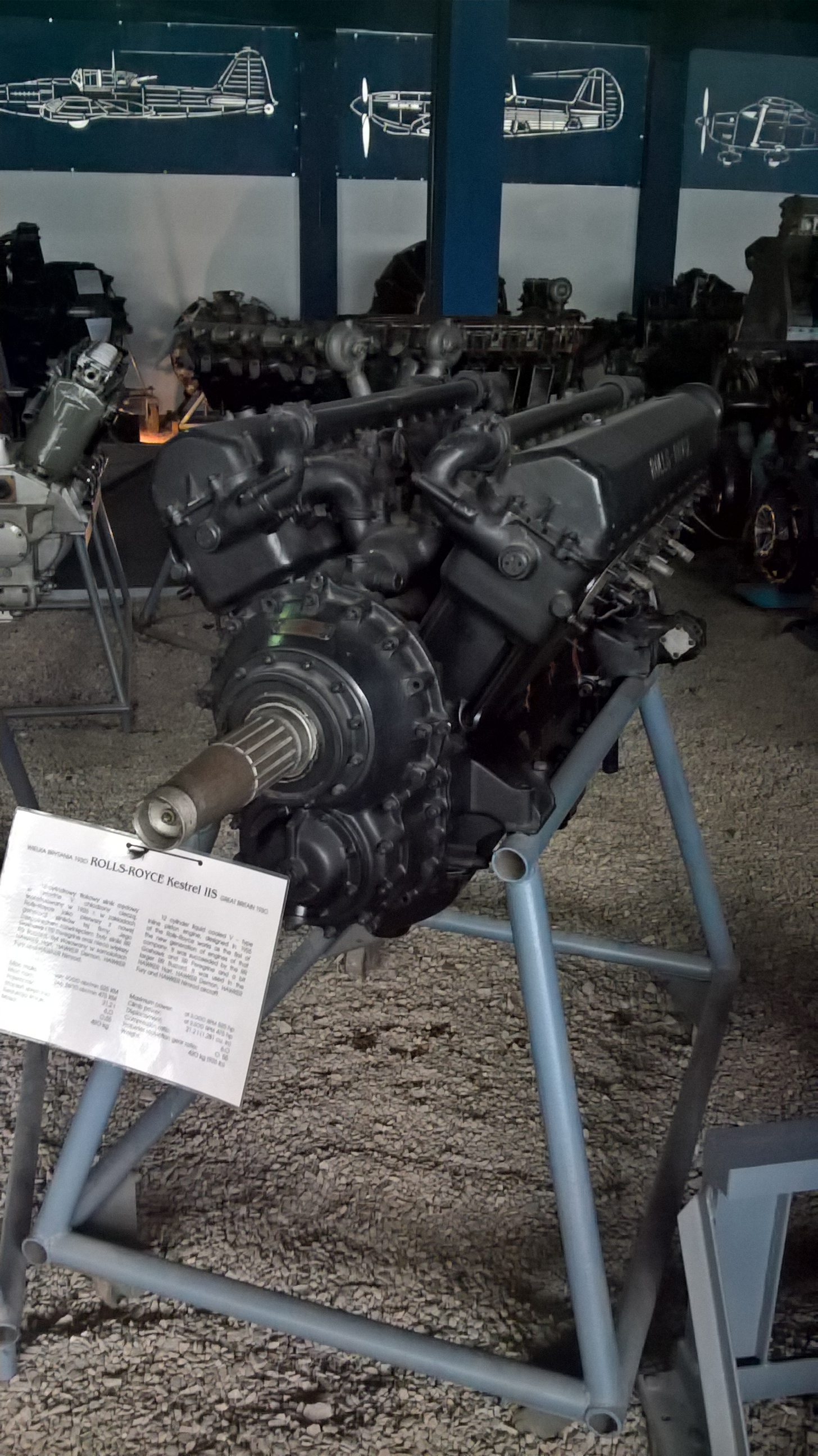
Un motore Rolls Royce Kestrel IIS a 12 cilindri raffreddato a liquido.

Biplano con struttura interamente metallica, avente ali dritte ed arrotondate alle estremità; quella superiore era in posizione più avanzata rispetto a quella inferiore. Biposto ad abitacoli aperti. Il carrello d'atterraggio era triciclo posteriore fisso, con le due ruote anteriori collegate fra loro da un assale trasversale; l'aereo disponeva inoltre di un pattino di coda.
Il propulsore in linea era un Rolls Royce Kestrel IIS a 12 cilindri a V, raffreddati a liquido, eroganti la potenza di 560 hp (417 kW). Il motore, che si avviava tramite una manovella che veniva inserita sul lato destro del propulsore ed agiva sul volano, disponeva di un compressore centrifugo per migliorare le prestazioni in volo ad alta quota. Nel ventre della fusoliera, poco prima dell'abitacolo del pilota, sporgeva la caratteristica presa d'aria per il radiatore del motore Kestrel.
L'armamento si basava su 2 mitragliatrici Vickers da 7,7 mm posizionate davanti all'abitacolo, che sparavano attraverso il disco dell'elica, mediante un dispositivo di sincronizzazione dello sparo. Il mitragliere posteriore disponeva di una mitragliatrice brandeggiabile Lewis da 7,7 mm, azionata manualmente, dotata di sei caricatori circolari, ognuno contenente 97 colpi.

## Impiego operativo

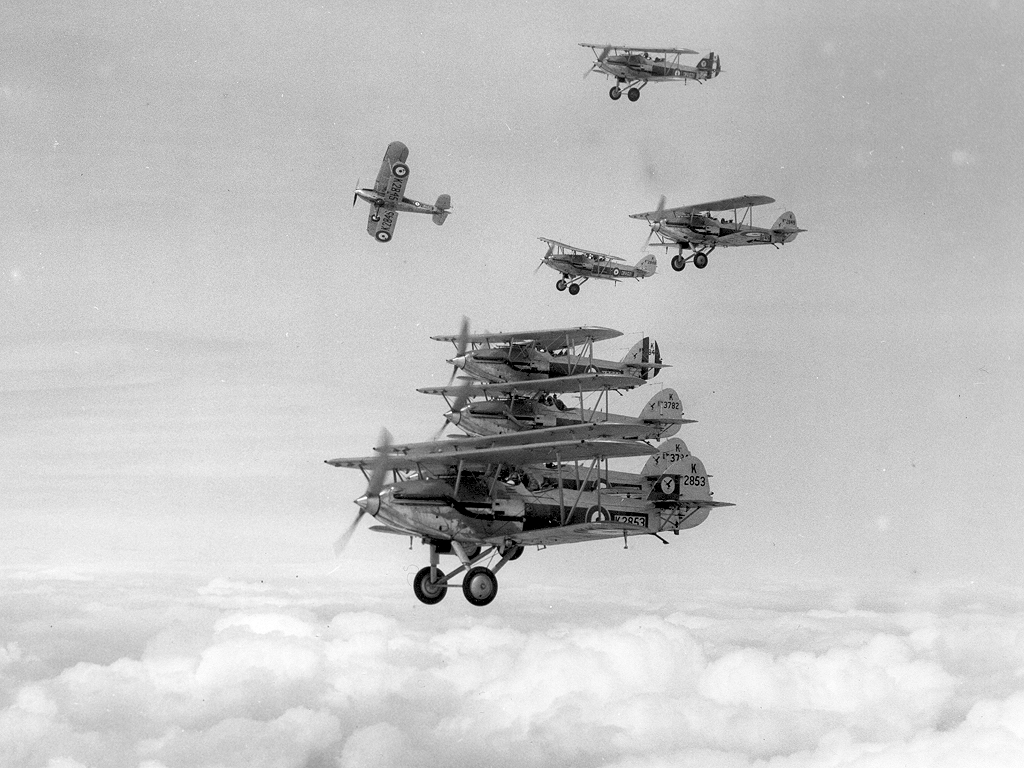
Hawker Demon Mk.I del No. 23 Squadron della Royal Air Force.

La produzione fu avviata presso lo stabilimento della Hawker Aircraft, e ripartita anche con la Boulton Paul Aircraft Company di Norwich (106 esemplari); iniziò nei primi mesi del 1933 e i primi esemplari entrarono in servizio nella Royal Air Force nel mese di aprile, presso il No.23 Squadron di stanza sul campo d'aviazione di Kenley. Ne furono equipaggiati complessivamente 7 reparti di prima linea della RAF e, in seguito, alcuni reparti della Auxiliary Air Force. Quattro reparti della RAF vennero rischierati fuori dalla Gran Bretagna nel 1935, in occasione della crisi scaturita dallo scoppio della guerra d'Etiopia. I No.23 e No.41 Squadron vennero trasferiti in Medio Oriente, andando ad affiancare due reparti di nuova costituzione, i No.64 Squadron costituito ad Eliopoli, in Egitto, e il No.74 Squadron di Malta.
Durante il servizio operativo emerse un problema legato alle alte velocità raggiunte, che impedivano al mitragliere posteriore la corretta manovra della mitragliatrice Lewis. Il flusso d’aria durante il volo ad alta velocità investiva la postazione, ostacolandone il movimento e il puntamento dell’arma. Al fine di risolvere la situazione fu sperimentata una torretta Frazier-Nash ad azionamento idraulico, dotata di uno speciale scudo protettivo. Ma anche questa soluzione non diede i risultati sperati in quanto gli aerei così modificati, assegnati in via sperimentale al No.29 Squadron, ebbero problemi nell’uso della torretta, che quando ruotava lateralmente era investita dal flusso d’aria che ne impediva il corretto utilizzo.
A partire dal 1938 iniziò il ritiro del modello Demon dai reparti di prima linea in Inghilterra, e la sua sostituzione con i monoplani Hurricane e i bimotori Blenheim ottimizzati per la caccia notturna. Durante il corso della seconda guerra mondiale il modello Demon venne utilizzato come velivolo da addestramento e collegamento presso i reparti di seconda linea, e le Bombing and Gunnery School.

### L’impiego in Australia
Nel febbraio 1934 il governo australiano annunciò l'acquisto di 18 caccia Demon Mk.I per la Royal Australian Air Force, in una versione leggermente differente dagli esemplari destinati alla RAF. I nuovi aerei, il cui contratto di acquisto fu firmato nel settembre dello stesso anno, erano dotati di propulsore Rolls Royce Kestrel V DR da 600 hp. Il primo esemplare andò in volo nel gennaio 1935, e gli aerei vennero consegnati tra l'aprile e il maggio dello stesso anno, entrando in servizio presso i No.1 Squadron e No.3 Squadron.
Il 31 gennaio 1935 il Ministero della Difesa aveva, nel frattempo, annunciato l'acquisto australiano di un lotto addizionale di 18 Demon Mk.I (matricole A1-19/A1-36), cui ne seguì un altro per 18 esemplari (A1-37/A1-54) integrativi, annunciato il 2 luglio dello stesso anno, che portarono il totale a 54 esemplari. I 36 aerei aggiuntivi erano destinati al ruolo di aerocooperazione, e disponevano di una postazione prona all'interno della fusoliera per l'aviere destinato allo sgancio delle bombe. Gli aerei, equipaggiati con il propulsore Rolls Royce Kestrel V DR da 600 hp, arrivarono in Australia nel corso del 1936. In quello stesso anno fu ordinato un quarto lotto di 10 esemplari (A1-55/A1-64), rispondenti alla Specification 46/36, dotati di doppi controlli, che ricevettero la denominazione di Demon Mk.II. Nove aerei furono consegnati nell'ottobre 1937, mentre l'ultimo aereo (A1-64) arrivò a Sydney nel maggio 1938.
I 64 aerei entrarono in servizio presso i No.1, 2, 3, 12, 21, 22, 23 e 25 Squadron, ma si rivelarono di difficile pilotaggio nelle mani di piloti poco esperti, e i motori non furono mai completamente affidabili. Durante il corso della seconda guerra mondiale i Demon svolsero ruoli secondari, venendo impiegati per l'addestramento, il collegamento e il traino bersagli, venendo definitivamente radiati nel corso del 1948.

## Versioni

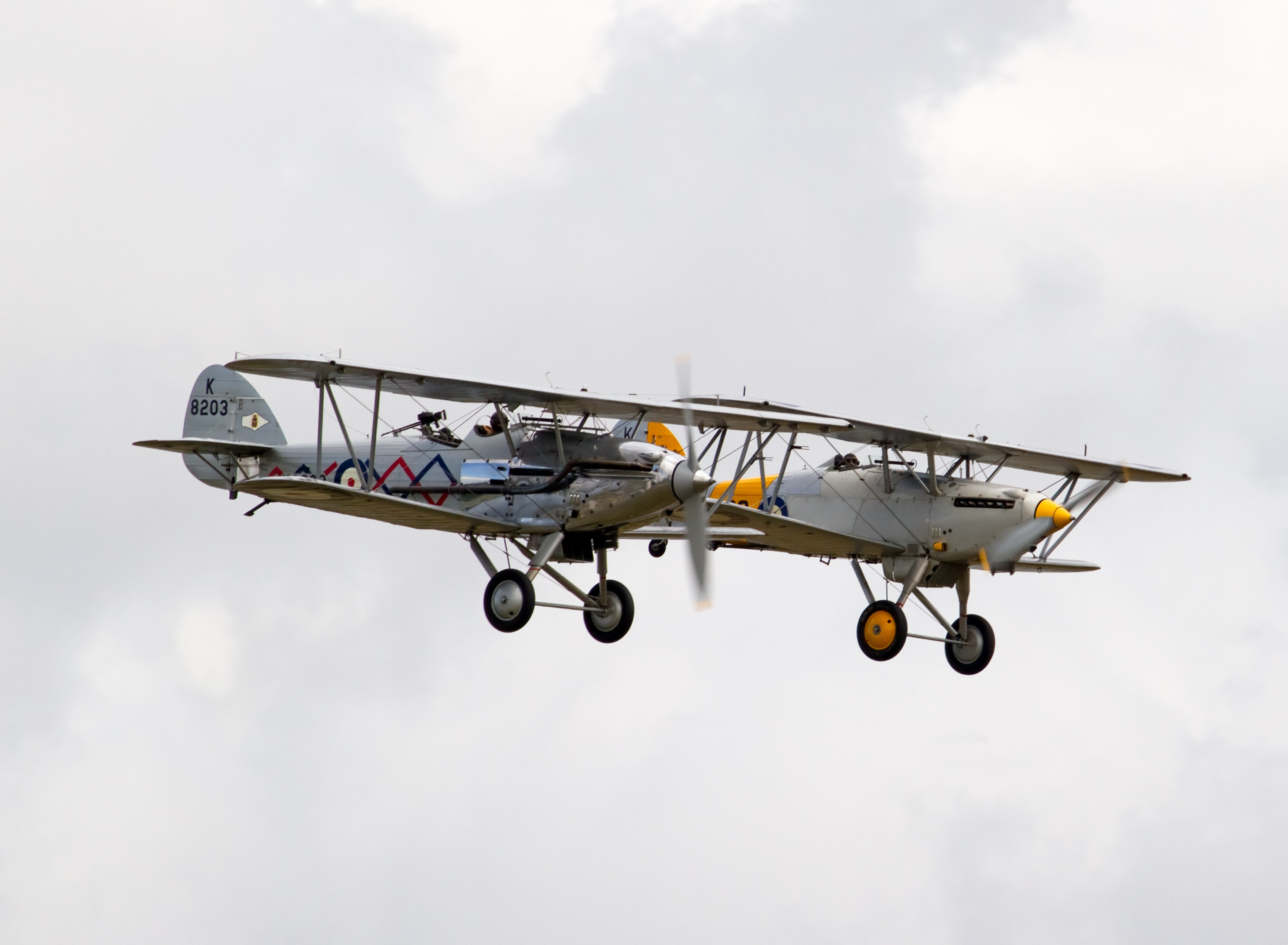
Un caccia Hawker Demon in volo insieme ad un Hawker Nimrod nel 2011.

- Hart Two Seat Fighter: prima versione da caccia biposto prodotta per la RAF, realizzata in sei esemplari equipaggiati con motore Rolls Royce Kestrel IIS da 525 hp azionante un'elica bipala lignea Watts, primo volo il 22 giugno 1931. L’armamento si basava su una mitragliatrice Lewis da 7,7 mm brandeggiabile posteriormente, e due mitragliatrici Vickers, sempre da 7,7 mm, poste nel muso, con una dotazione di 300 colpi per arma. Utilizzati dal No.23 Squadron della RAF.[2]
- Demon Mk. I: seconda versione prodotta in 69[N 3] esemplari con motore Rolls Royce Kestrel IIS e IIB e 49[N 4] equipaggiati con propulsore Rolls Royce Kestrel V.[2]
- Turret Demon: versione da caccia biposto dotata di una torretta Frazer-Nash sul retro e motore Rolls Royce Kestrel V DR, prodotta dalla Boulton Paul Aircraft Ltd. in 59 esemplari[N 5] presso gli stabilimenti di Norwich e Wolverhampton. La Boulton Paul realizzò anche gli ultimi due lotti di produzione per la RAF, il primo consistente in 10 esemplari[N 6] equipaggiati con motore Rolls Royce Kestrel X, e il secondo in 37 aerei[N 7] con motori Rolls Royce Kestrel V DR e VI.[2]
- Australian Demon Mk. I: prima versione da caccia biposto per la RAAF prodotta in 18 esemplari (matricole A1-1/A1-18).[2]
- Australian Demon Mk.II: seconda per la RAAF, destinata all’aerocooperazione, prodotta in 36 esemplari (matricole A1-19/A1-54), ed equipaggiati con motore Rolls Royce Kestrel V DR, e peso a vuoto e a pieno carico aumentato.[2]
- Australian Demon T. Mk.II: versione da addestramento biposto acquistata in 10 esemplari (matricole A1-55/A1-64), ed equipaggiata con motore Rolls Royce Kestrel V DR.[2]

## Paesi utilizzatori
Australia
- Royal Australian Air Force

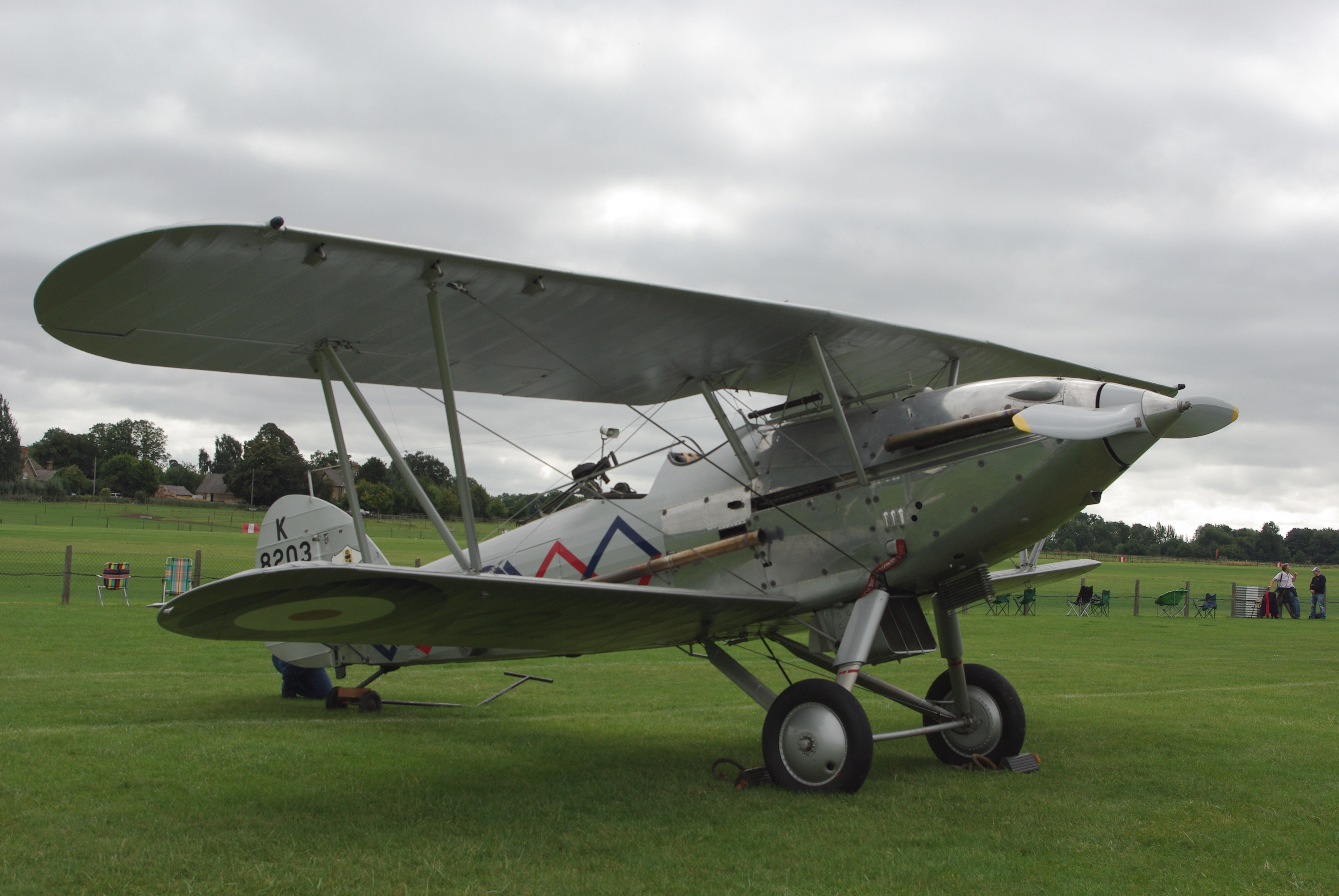
Un caccia Hawker Demon Mk.I in condizioni di volo appartenente alla Shuttleworth Collection.

  - No.1 Army Co-operation Squadron di stanza sulla RAAF Base di Laverton.[8]
  - No 2 General Reconnaissance Squadron di stanza sulla RAAF Base di Laverton.[8]
  - No 3 Army Co-operation Squadron di stanza sulla RAAF Base Richmond, NSW.[8]
  - No 4 General Reconnaissance Squadron di stanza sulla RAAF Base Richmond, Nuovo Galles del Sud.[8]
  - No 12 General Purpose Squadron di stanza sulla RAAF Base di Laverton.[8]
  - No 21 Squadron "City of Melbourne" di stanza sulla RAAF Base di Laverton.[8]
  - No.22 Squadron "City of Sidney" di stanza sulla RAAF Base di Richmond.[8]
  - No 23 Squadron di stanza sulla RAAF Base di Laverton.[8]
  - No 25 Squadron "City of Perth" si basa sulla RAAF Station di Pearce, WA.[8]
  - No.102 Squadron di stanza sull'Essendon Airport, Melbourne.[8]
  - No.1 Service Flyght Training School di Point Cook.[8]
  - No.1 Armament Training Station (ATS) di Cressy.[8]
  - No.1 SFTS Armament School (AS) di Hamilton, VIC.[8]
  - No 3 Bombing and Gunnery School di base sulla RAAF Station di West Sale.
  - Paratroop Training Unit (PTU) di base sulla RAAF Base di Richmond, NSW.[8]

 Regno Unito
- Royal Air Force
  - No.23 Squadron di Kenley[9]
  - No.25 Squadron di Hawkinge[10]
  - No.29 Squadron di North Weald[11]
  - No.41 Squadron di Catterick[12]
  - No.64 Squadron di Martlesham[13]
  - No.65 Squadron "East India" di Hornchurch[13]
  - No.74 Squadron "Trinidad" di Malta[14]
  - No.600 Squadron "City of London" di Hendon[15]
  - No.604 Squadron "County of Middlesex" di Hendon[16]
  - No.607 Squadron "County of Durham" di Usworth[17]
  - No.608 Squadron "North Riding" di Thornaby[17]

## Esemplari attualmente esistenti
Un Hawker Demon Mk.I A1-8 e conservato presso il RAAF Museum di Point Cook. il velivolo, realizzato nel 1935, prestò servizio presso il No. 3 Squadron RAAF, finché non incorse in un incidente in Tasmania nel 1937; successivamente fu smontato ed immagazzinato. Restaurato a partire dal 1987 presso il 2AD di Richmond (Nuovo Galles del Sud. Un secondo Hawker Demon K8203 (matricola civile G-BTVE), già appartenente al No. 64 Squadron RAF di Church Fenton, fu restaurato dopo un lungo periodo di immagazzinamento, e ora fa parte della Shuttleworth Collection.

### Annotazioni
1. ↑  Di cui furono acquistati 10 esemplari in più, per garantire la piena operatività degli aerei. Il contratto prevedeva anche la fornitura delle armi e dei pezzi di ricambio, ed aveva un valore totale di 106 000 sterline, circa 5 000 per aereo.
2. ↑  Il valore del contratto, comprensivo di munizioni, motori e pezzi di ricambio, era pari a 126 000 sterline.
3. ↑  Tali velivoli furono prodotti in quattro distinti blocchi produttivi, il primo di 17 esemplari (K 2842-K 2858), il secondo di 5 (K2904-K 2908), il terzo di 45 (K 3764-K 3807), e il quinto di 12 (K 3974-K 3985).
4. ↑  Si trattava degli esemplari matricola K 4496-4544.
5. ↑  Si trattava degli esemplari matricola K 5683-5741.
6. ↑  Si trattava degli esemplari matricola K 5898-5907.
7. ↑  Si trattava degli esemplari matricola K 8181-8217.

### Fonti
1. 1 2 3  Stemp 2011, p. 34.
2. 1 2 3 4 5 6 7  Stemp 2011, p. 33.
3. 1 2 3 4 5 6 7 8 9 10  Delve 2007, p. 251.
4. 1 2 3 4  Calearo 2017, p. 67.
5. 1 2 3 4 5 6 7 8 9 10 11  Calearo 2017, p. 68.
6. 1 2  Calearo 2017, p. 70.
7. 1 2  Morewood 2005, p. 54.
8. 1 2 3 4 5 6 7 8 9 10 11 12 13 14 15 16 17 18 19 20 21 22 23 24 25 26 27 28 29  Adf-serials.
9. ↑  Lewis 1968, p. 21.
10. ↑  Lewis 1968, p. 22.
11. ↑  Lewis 1968, p. 23.
12. ↑  Lewis 1968, p. 29.
13. 1 2  Lewis 1968, p. 38.
14. ↑  Lewis 1968, p. 41.
15. ↑  Lewis 1968, p. 117.
16. ↑  Lewis 1968, p. 118.
17. 1 2  Lewis 1968, p. 119.
18. ↑  Calearo 2017, p. 71.

### Periodici
- Luigino Caliaro, Hawker Demon, in VFR Aviation, n. 29, Grottaferrata, Aero Media Press TV, novembre 2017,  pp. 66-71.